# Rinkenæs Fyr
Rinkenæs Fyr oder Leuchtturm Rinkenis ist ein kleiner Leuchtturm (dänisch Fyr) bei Rinkenæs auf der dänischen Seite der Flensburger Förde.

## Hintergrund
Der Leuchtturm wurde im Jahr 1896 östlich des Dorfes Rinkenæs (dänisch Rinkenis), direkt südlich vom kleinen Ort Dalsgård (dänisch Dalsgaard) errichtet. Das Gebiet gehörte nach dem Deutsch-Dänischen Krieg noch zum Deutschen Kaiserreich. Zum Ende des 19. Jahrhunderts wurden vermehrt Marineeinheiten nach Flensburg verlegt. Die Förde wurde insbesondere für Torpedobootübungen genutzt, so dass letztlich Anfang des 20. Jahrhunderts die Torpedostation in Flensburg-Mürwik angelegt wurde. 1905 wurde die Verlagerung deutscher Marineverbände von Kiel nach Flensburg und Sonderburg beschlossen. Im selbigen Zeitraum wurden der Großteil der Leuchttürme an der Flensburger Förde errichtet, weshalb vermutet wird, dass diese Entwicklung beim Bau der Leuchttürme eine Rolle gespielt haben könnte.
Der Leuchtturm Rinkenis wurde baugleich mit dem Leuchtturm von Lågemade und dem Leuchtturm von Skodsbøl gefertigt. An der Leuchtturmtür wurde eine Platte mit der übermalten Inschrift „Maschinen–Fabrik N. Jepsen Sohn Flensburg“ angebracht. Die Maschinen-Fabrik N. Jepsen hatte ihre Fertigung beim Flensburger Margarethenhof. Ab 1906 erhielt der Leuchtturmwärter von Holnis im Übrigen die zusätzliche Aufgabe, die Nachbarfeuer Laagmai und Rinkenis zu beobachten. Nach der Volksabstimmung in Schleswig im Jahr 1920 wurde der Leuchtturm der dänischen Verwaltung übergeben. Das ursprüngliche Leuchtfeuer, das aus einer Linseneinrichtung mit einem Spiritusbrenner bestand, wurde 1921 durch eine Aceton-Gas-Lampe ausgewechselt.
Der Leuchtturm stellt ein Unterfeuer bereit. Das zugehörige Oberfeuer des Leuchtturms steht oberhalb des Leuchtturms, in einem Abstand von ungefähr 1 Kilometer. Der Wanderweg Gendarmstien führt heutzutage am Leuchtturm entlang.

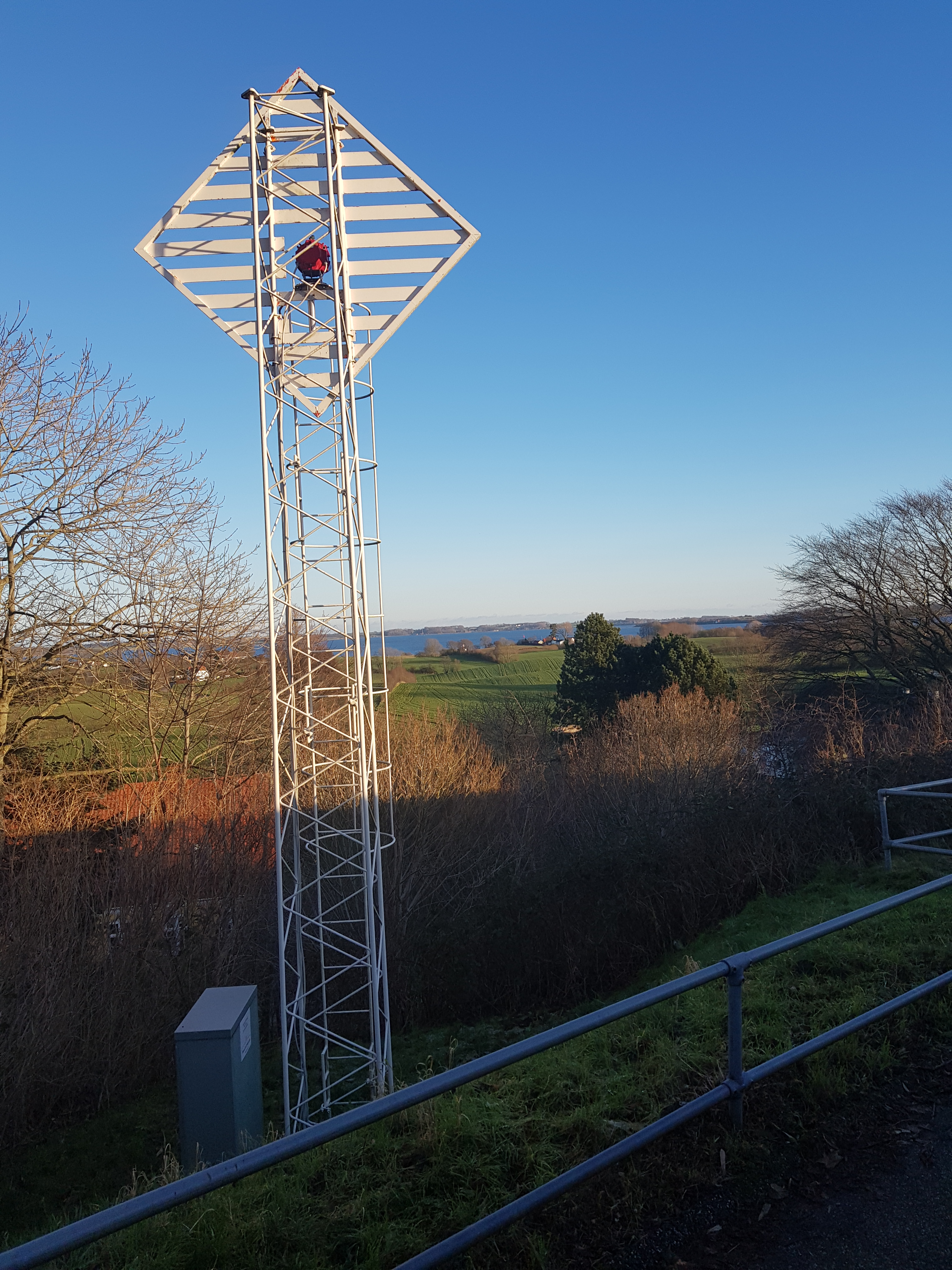
Das Oberfeuer von hinten gesehen